# SMS S 14
SMS S 14 – niemiecki niszczyciel z okresu I wojny światowej, druga jednostka typu S 13. Okręt zatonął 19 lutego 1915 roku w zatoce Jadebusen wskutek eksplozji wewnętrznej .